# Проєкт «Елімінатор»
«Проєкт „Елімінатор“» (англ. Project Eliminator) — американський бойовик 1991 року.

## Сюжет
Американський вчений, в обстановці абсолютної секретності, створює нову фантастичну зброю — «Елімінатор». Продемонструвавши унікальні можливості і колосальну руйнівне міць своєї супер-зброї сумнівним покупцям, він і його красуня-донька стають заручниками групи терористів, які мріють використовувати «Елімінатор» в злочинних цілях. Рятуючи світ від навислої загрози, за справу беруться двоє міцних американських хлопців.

## У ролях
- Девід Керрадайн — Рон Моррелл
- Френк Загаріно — ДЖон «Страйкер» Слейд
- Гіларі Інґліш — Джекі Марксон
- Бретт Бакстер Кларк — Еліас
- Дрю Снайдер — агент ФБР Вілліс
- Джошуа Брайант — доктор Марксон
- Каліста Керредайн — Вейна
- Майкл Дарретт — Макс
- Френк Рівера — Карлос
- Девід «Шарк» Фралік — Шарк
- Джордж Нейсон — містер Вайппл
- Ленс Август — президент Картер розбійник
- Чак Вільямс — президент Ніксон розбійник
- Месі Кемп — Бетті
- Вівіан Шиллінг — Террі Андерсон
- Данмар — офіцер Генкс
- Стів Корм'є — офіцер Рід
- Роберт Мартін Стейнберг — Боб
- Берт Вільямс — Док Холідей
- Кем Юень — Коджо
- Джін Зерна — Полі
- Марк Чает — дружок 2
- Емануел Сміт — автодилер
- Стівен Грегорі Тайлер — шериф
- Пол Майкл Деніелс — шериф 2
- Арман Гарґетт — охорона поліції
- Керол Ізон — охоронець 2
- Майкл Саймон — охоронець 3
- Адам Санчез — найманець 3
- Олгелін Джоллі — фельдшер
- Том Геррінг — Tower Controler
- Дебора Мен — модель
- Патрік Човнінг — пілот вертольота
- Хіна Белл — автодилер 2
- Боб Айві — боєць в ресторані (в титрах не вказаний)
- Ерік Паркінсон — репортер (в титрах не вказаний)